# Franco Riccardi
Franco Riccardi (Milán, 13 de junio de 1905-San Colombano al Lambro, 24 de mayo de 1968) fue un deportista italiano que compitió en esgrima, especialista en la modalidad de espada.
Participó en tres Juegos Olímpicos de Verano entre los años 1928 y 1936, obteniendo en total cuatro medallas: oro en Ámsterdam 1928, plata en Los Ángeles 1932 y dos oros en Berlín 1936. Ganó cinco medallas en el Campeonato Mundial de Esgrima entre los años 1929 y 1934.

## Palmarés internacional
| Juegos Olímpicos   | Juegos Olímpicos             | Juegos Olímpicos | Juegos Olímpicos   |
| Año                | Lugar                        | Medalla          | Prueba             |
| ------------------ | ---------------------------- | ---------------- | ------------------ |
| 1928               | Ámsterdam (Países Bajos)     | Medalla de oro   | Espada por equipos |
| 1932               | Los Ángeles (Estados Unidos) | Medalla de plata | Espada por equipos |
| 1936               | Berlín (Alemania)            | Medalla de oro   | Espada individual  |
| 1936               | Berlín (Alemania)            | Medalla de oro   | Espada por equipos |
| Campeonato Mundial |                              |                  |                    |
| Año                | Lugar                        | Medalla          | Prueba             |
| 1929               | Nápoles (Italia)             | Medalla de plata | Espada individual  |
| 1930               | Lieja (Bélgica)              | Medalla de plata | Espada por equipos |
| 1931               | Viena (Austria)              | Medalla de oro   | Espada por equipos |
| 1933               | Budapest (Hungría)           | Medalla de oro   | Espada por equipos |
| 1934               | Varsovia (Polonia)           | Medalla de plata | Espada por equipos |